# Dongpi He
Dongpi He (kinesiska: 东淠河) är ett vattendrag i Kina. Det ligger i provinsen Anhui, i den östra delen av landet, omkring 99 kilometer väster om provinshuvudstaden Hefei.
Genomsnittlig årsnederbörd är 1 373 millimeter. Den regnigaste månaden är juli, med i genomsnitt 240 mm nederbörd, och den torraste är januari, med 38 mm nederbörd.